# Limnophila mira
Limnophila mira är en tvåvingeart som beskrevs av Alexander 1926. Limnophila mira ingår i släktet Limnophila och familjen småharkrankar. Inga underarter finns listade i Catalogue of Life.